# Jacques Philippe Marie Binet
Jacques Philippe Marie Binet (Rennes, 2 de fevereiro de 1786 — Paris, 12 de maio de 1856) foi um matemático francês.
Binet estudou matemática de 22 de novembro de 1804 até graduar-se em 1806 na École Polytechnique, e trabalhou depois na École Nationale des Ponts et Chaussées. A partir de 1807 lecionou na École Polytechnique e foi professor de astronomia no Collège de France, desde 1823.
Binet foi um dos precursores no estudo dos fundamentos da teoria matricial, como por exemplo a definição da multiplicação de matrizes. O teorema de Binet-Cauchy lembra seu nome, tendo ele desenvolvido uma fórmula não-recursiva para o número de Fibonacci, em 1843, no entanto já conhecida por Leonhard Euler, Daniel Bernoulli e Abraham de Moivre
Foi eleito para a Académie des Sciences em 1843.

## Fórmula do número de Fibonacci de Binet
A sequência de Fibonacci é definida por
- {\displaystyle u_{0}=0}
- {\displaystyle u_{1}=1}
- {\displaystyle u_{n}=u_{n-1}+u_{n-2},{\text{ for }}n>1}

A fórmula de Binet fornece uma expressão de forma fechada para o termo {\displaystyle n^{\text{th}}} nesta sequência::
{\displaystyle u_{n}={\frac {(1+{\sqrt {5}})^{n}-(1-{\sqrt {5}})^{n}}{2^{n}{\sqrt {5}}}}}      